# Kim Anderzon

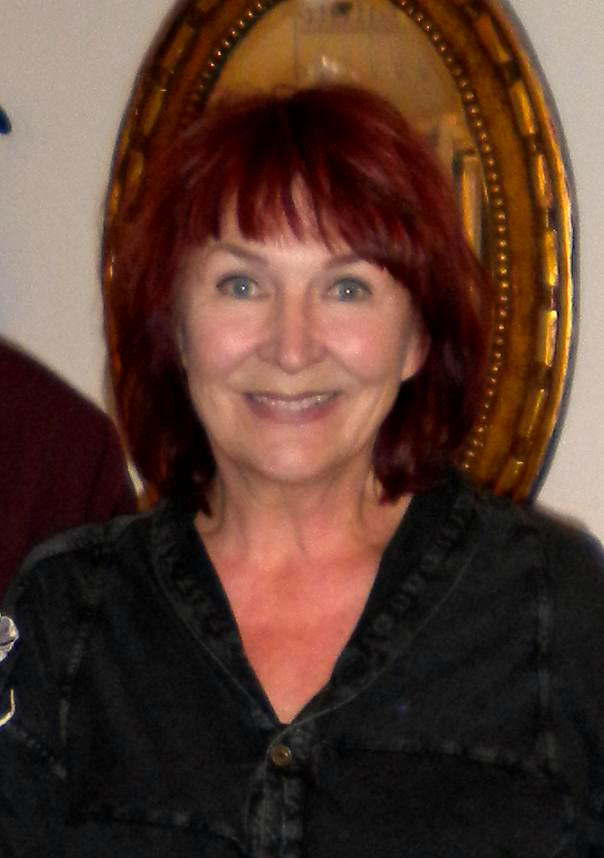
Kim Anderzon

Kerstin Kristina Birgitta (Kim) Anderzon (Östersund, 20 maart 1943 – Lindholmen, 24 oktober 2014) was een Zweeds actrice.
In 2001 ontving ze de Zweedse koninklijke onderscheiding Litteris et Artibus.
Ze overleed op 71-jarige leeftijd aan kanker aan het ruggenmerg.

## Selectieve filmografie
- Leende guldbruna ögon (2007)
- Göta kanal 2 - kanalkampen (2006)
- Kärlekens språk 2000 (2004)
- Rederiet (1994-2002)
- Julens hjältar (1999)
- Längtans blåa blomma (1998)
- Cluedo - en mordgåta (1996)
- Ha ett underbart liv (1992)
- Ingen kan älska som vi (1988)
- Vägen till Gyllenblå! (1985)
- Sköna juveler (1984)
- Göta kanal eller Vem drog ur proppen? (1981)
- Sällskapsresan (1980)
- Badjävlar (1971) (TV)
- Kyrkoherden (1970)